# 龙瑟
龙瑟（荷蘭語：Ronse，荷蘭語發音：[ˈrɔnsə] ⓘ），法语名勒奈（法語：Renaix，法語發音：[ʁənɛ]），是比利时东佛兰德省的一座语言便利城市，东南西三面与瓦隆大区埃諾省接壤，面积34.7平方千米，人口26,702人（2022年1月1日）。龙瑟是弗拉芒社群的一部分，当地居民多数使用荷蘭語，少数使用法语，市政部门为使用法语的少数人士提供语言便利。

## 友好城市
- 德国 克莱沃
- 捷克 亚布洛内茨
- 突尼西亞 姆薩肯
- 英国 桑威奇
- 法國 索姆河畔圣瓦勒里